# Fronteras de Paraguay
Paraguay limita con Argentina al sureste, sur y suroeste; con Bolivia, al norte y con Brasil, al este.
| País      | Longitud (km) | Departamentos fronterizos                                                     |
| --------- | ------------- | ----------------------------------------------------------------------------- |
| Argentina | 2,531 km      | Alto Paraná, Itapúa, Misiones, Ñeembucú, Central, Presidente Hayes, Boquerón. |
| Brasil    | 1,371 km      | Alto Paraná, Canindeyú, Amambay, Concepción, Alto Paraguay.                   |
| Bolivia   | 753 km        | Boquerón, Alto Paraguay.                                                      |